# Bezbożnik (czasopismo)

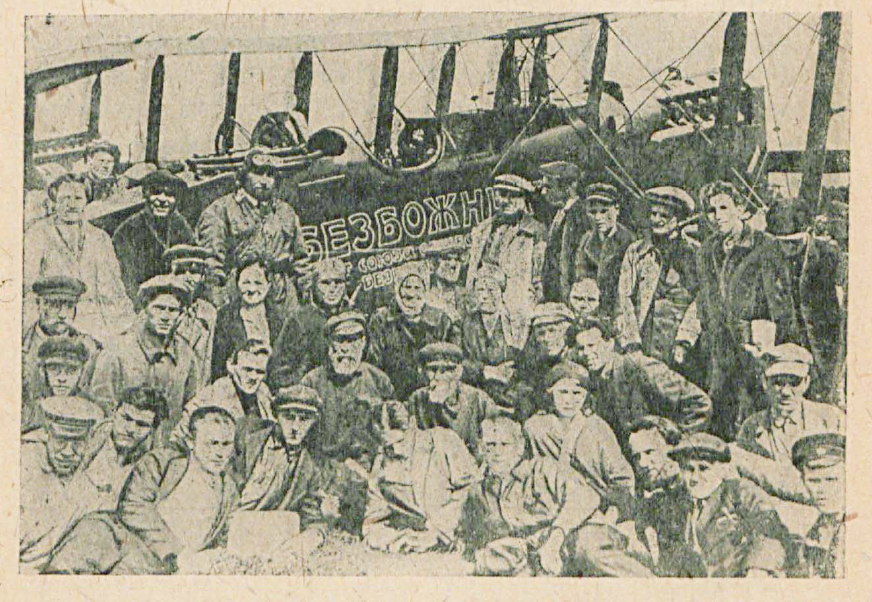
Samolot „Bezbożnik”, ufundowany ze środków Związku Wojujących Bezbożników.

Bezbożnik (ros. Безбожник) – antyreligijne, antyklerykalne oraz ateistyczne czasopismo satyryczne wydawane w latach 1922–1941 w Związku Radzieckim przez Związek Wojujących Bezbożników. 

## Historia
Pierwszy numer czasopisma został opublikowany w grudniu 1922 roku w nakładzie 15 000 egzemplarzy, aby wzrosnąć w roku 1931 do liczby 200 000.
Bezbożnik był miesięcznikiem, a w latach 1923-1931 ukazywało się codziennie również czasopismo Bezbożnik przy pracy (ros. Безбожник у станка). Oba pisma były państwowymi organami prasowymi ateizującymi społeczeństwo w ZSRR. Miesięcznik „Bezbożnik” był łagodniejszą wersją dziennika „Bezbożnik przy pracy” i powoływał się na tezę Włodzimierza Lenina, że walkę z religią należy prowadzić w oparciu o podstawy naukowe, bez korzystania ze środków administracyjnych i bez obrażania zwykłych wiernych.
 Religia to opium ludu. (...) Współczesny uświadomiony robotnik, wychowany przez wielki przemysł fabryczny, oświecony życiem miejskim, odrzuca z pogardą przesądy religijne, pozostawia niebo klechom i burżuazyjnym bigotom, zdobywając sobie lepsze życie tu, na ziemi. Współczesny proletariat staje po stronie socjalizmu, który wprzęga naukę do walki z religijnym otumanieniem i uwalnia robotnika od wiary w życie pozagrobowe przez to, że jednoczy go do rzeczywistej walki o lepsze życie na ziemi. (...) Całkowity rozdział kościoła od państwa oto żądanie, jakie stawia socjalistyczny proletariat współczesnemu państwu i współczesnemu kościołowi – Włodzimierz Lenin.
Pismo ukazywało się w ZSRR w czasie państwowej ateizacji społeczeństwa rosyjskiego inspirowanej słowami Karola Marksa, który w swojej pracy Przyczynek do krytyki heglowskiej filozofii prawa napisał, iż religia jest opium ludu. Marks postulował w niej również, że Religia jest jadem dla naszych dzieci, Kościół uciska wiedzę, pali wynalazki, Nie istnieją bajeczki opowiadane przez Kościół oraz że Od rewolucji światowej dzieli nas tylko Chrystus. Postulaty te przejęła ideologia komunistyczna, która po przeprowadzeniu rewolucji październikowej, zwalczeniu kontrrewolucji oraz zakończeniu wojen granicznych jak wojna polsko-bolszewicka rozpoczęła w Rosji walkę z religią.
Czasopismo zostało powołane do życia przez Związek Wojujących Bezbożników w roku 1922. Zgodnie z wytycznymi propagandy komunistycznej przedstawiało ono religię jako przejaw ludzkiej ignorancji, oznakę zacofania i ulegania przesądom. Jednocześnie jako nowoczesny i postępowy propagowała wspierany przez komunistyczne władze materializm dialektyczny oraz ateizm. Krytyka pisma wymierzona była w religie najliczniej reprezentowane w Rosji – chrześcijaństwo, judaizm oraz islam. Dzięki temu medium władze komunistyczne ZSRR oskarżały rabinów, popów, księży oraz mułłów o kolaborację z burżuazją oraz ruchami kontrrewolucyjnymi w Rosji. Duchownych przedstawiano w duchu propagowanej przez komunistów walki klasowej jako pasożytów żerujących na pracy wyzyskiwanych robotników i chłopów.